# Hénou
La couronne Hénou  se compose de :

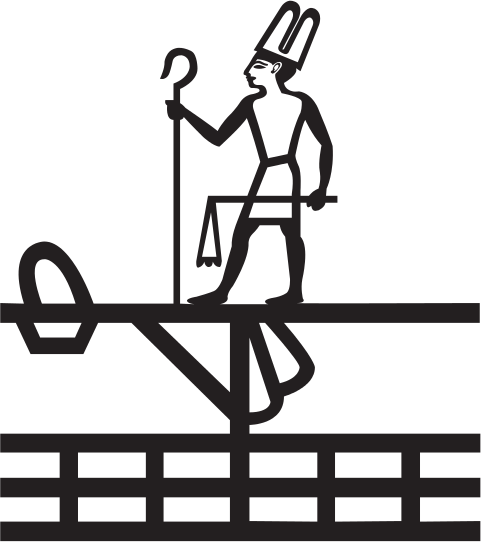
hiéroglyphe du nome de Bousiris (NL9) représentant Andjéty coiffé du Hénou.

- à la base, deux cornes de bélier opposées
- sur ces cornes, deux plumes d’autruche posées symétriquement

C’est essentiellement une couronne divine. Elle était l’attribut du dieu Andjéty,  dieu tutélaire de la ville de Bousiris (Djedou). Le culte d’Osiris supplanta celui d’Andjéty.
Le pharaon ne portait cet attribut que rarement.

## Couronnes de l'Égypte antique
- Couronne Atef,
- Couronne blanche Hedjet,
- Couronne bleue Khépresh,
- Couronne Hemhem,
- Couronne Hénou,
- Couronne rouge Decheret,
- Couronne Ourerèt,
- Couronne Tjèni,
- Bandeau Seshed,
- Coiffe Némès,
- Double couronne Pschent.